# Kanton Saint-Brieuc-2
 Saint-Brieuc-2   is een kanton van het Franse departement Côtes-d'Armor. Het kanton maakt deel uit van het arrondissement Saint-Brieuc.

In 2020 telde het 22.349 inwoners.

Het kanton werd gevormd ingevolge het decreet van 13 februari 2014 met uitwerking op 22 maart 2015, met  Saint-Brieuc als hoofdplaats.

## Gemeenten
Het kanton omvat enkel een (oostelijk) deel van de gemeente Saint-Brieuc.